# Yaginumaella bilaguncula
Yaginumaella bilaguncula là một loài nhện trong họ Salticidae.
Loài này thuộc chi Yaginumaella. Yaginumaella bilaguncula được Xie & Peng miêu tả năm 1995.